# 카트 굿윈
패트릭 굿윈(Carte Patrick Goodwin, 1974년 2월 27일 ~ )는 미국의 정치인이다.

## 학력
- 매리에타 칼리지 인문사회 학사
- 에모리 대학교 법무박사

## 경력
- 2010.07 ~ 2010.11 제111대 웨스트버지니아주 연방상원의원